# SLUSS
För andra betydelser, se Sluss (olika betydelser).
SLU:s Samlade Studentkårer (SLUSS) är en samarbetsorganisation för studentkårerna vid Sveriges lantbruksuniversitet (SLU). Den huvudsakliga verksamheten består i fakultetsövergripande studentrepresentation och arrangemang av gemensamma möten. SLUSS har sitt säte i Uppsala och utgörs av ett presidium om en ordförande och en vice ordförande, en representant för varje studentkår samt två rådgivare. Skara Studentkår var tidigare medlemmar i SLUSS men inkorporerades i Veterinärmedicinska föreningen och Ultuna studentkår 2014–2015 då utbildningarna flyttades till Ultuna. 

## Medlemskårer
- Alnarps studentkår
- Lantmästarkåren
- Hippologernas akademiska studentkår
- Ultuna studentkår
- Veterinärmedicinska föreningen
- Skogsmästarskolans studentkår
- Skogshögskolans studentkår